# Radosław Kałużny
Radosław Kałużny (Góra, 2 febbraio 1974) è un ex calciatore polacco, di ruolo centrocampista.

## Palmarès

### Club

#### Competizioni nazionali
- Campionato polacco: 2

Wisla Cracovia: 1998-1999, 2000-2001
- Supercoppa di Cipro: 1

Apollon Limassol: 2006